# Colombiatetra
Colombiatetra (Hyphessobrycon columbianus) är en fiskart som beskrevs av Axel Zarske och Jacques Géry 2002. Colombiatetran ingår i släktet Hyphessobrycon, och familjen Characidae. Inga underarter finns listade i Catalogue of Life.